# 정치근
정치근(鄭致根, 1931년~)은 제32대 대한민국의 법무부 장관 등을 역임한 법조인이다.

## 생애
1931년 경상남도 울산시에서 태어나 1950년 경남고등학교 1954년 서울대학교 법학과를 졸업하고 1956년 제8회 고등고시 사법과에 합격한 정치근은 부산지방검찰청 서울지방검찰청 대구지방검찰청 검사를 하다가 1969년 대검찰청 수사국 4과장으로 승진한 이후 1971년 법무부 검찰과장 1973년 서울지방검찰청 부장검사를 하였으며 1977년에 서울지방검찰청 성동지청장을 거쳐 1979년에 검사장으로 승진하여 춘천지방검찰청, 부산지방검찰청에서 검사장을 역임하였다.  
6척 장신(177센터미터)의 과묵하고 치밀한 성격으로 알려진 정치근은 검사로 있으면서 공안통으로서 부산지방검찰청 검사장에 오른지 8개월만에 대검찰청 차장, 서울지방검찰청 검사장 등 고등고시 8회 동기들을 제치고 대검찰청 공안부장으로 승진하여 공안사건을 총지휘하다 전두환 대통령에 의해 1981년 12월에 제18대 대한민국의 검찰총장, 1982년 5월에 제32대 대한민국의 법무부 장관으로 각각 임명되어 재직하다 1982년 6월에 퇴임하였다. 특히 고등고시 4회인 이길주 서울고등검찰청 검사장과 고등고시 3회인 유태선 광주고등검찰청 검사장, 고등고시 5회인 박준양 대구고등검찰청 검사장, 고등고시 6회인 정명래 법무연수원장 등의 고등고시 선배를 제치고 부산지방검찰청 검사장에서 전격적으로 검찰총장에 발탁된 것은 "검찰 사상 최대의 인사 개편"으로 법조계에 충격을 주었으며 이에 대해 "새 시대에 맞는 새로운 검찰 체계를 정립하려는 정부의 의지가 반영된 것이다"는 평가가 있었다. 전임 검찰총장이 저질 연탄 사건을 파헤치다 동력자원부로부터 "갓 출범한 정부의 공신력을 실추 시켰다"는 주장이 제기된 가운데 1981년 12월 17일에 있은 검찰총장 취임식에서 "격변하는 국내,외 정세와 복잡한 정치경제 사회현상을 냉철히 직시하여 무엇이 국가와 국민을 위해 최선이며 검찰권 발동이 국가와 국민생활에 어떤 결과를 가져오는지를 넓은 안목으로 예의 관찰하면서 전인격과 전역량을 발휘해야 할 것"이라고 말했다. 1982년 5월 21일에 있은 법무부 장관 취임식에서는 40분에 걸쳐 "개인과 단체의 조화 및 상,하간의 인화가 있어야 법무행정에 발전이 기약된다"는 취지의 연설을 했다. 1984년에는 한국산업은행 이사장에 임명되어 1989년까지 5년동안 재직하였다. 경남고등학교에 재학할 때 축구선수로 뛴 정치근은 우람한 체구와 넘치는 스테미너로 황소라는 별명을 가지고 있으며 검찰 축구 경기때 대표 선수로 활약하였다. 부인 백수자와 2남2녀가 있다.
정치근은 서울지방검찰청 공안부장으로 있을 때 김대중 등 재야 인사들의 명동 사건인 3·1 민주구국선언 공판을 맡아 법정에서 엄격한 공소  유지를 하였으며 문세광 사건 등 굵직한 사건을 맡아 5·16 민족상 안보부문 상을 수상하였다. 